# Нечай, Ирина Степановна
Ирина Степановна Нечай (род. 1939) — советский, российский педагог. Народный учитель СССР (1987). Член КПСС (1965).

## Биография
Ирина Нечай родилась 19 февраля 1939 года в д. Левицкие (ныне в Белостокском повяте Подляского воеводства Польши).
С 1946 по 1956 год училась в Дятловской средней школе №1 Гродненской области Белорусской ССР.
С 1956 по 1959 год работала старшей пионервожатой в школах Дятловского района.
В 1959—1963 годах училась в Гродненском педагогическом институте им. Я. Купалы.
По окончании института и вплоть до 26 августа 1992 года работала учителем начальных классов СШ №16 Калининграда.
С 1992 работала в Переславской СШ Зеленоградского района Калининградской области.
1981 по 1989 год постоянно читала курс «Методики преподавания природоведения в начальных классах» на курсах при Калининградском институте повышения квалификации и подготовки работников образования.
С 1987 по 1993 года избиралась председателем Калининградского областного отделения детского фонда им. В. Ленина.
С 1987 года работала в Совете ЮНЕСКО по подготовке и проведению Международного года грамотности от Калининградской области. С 1990 года работала членом Научно-методического совета по общему и среднему образованию при Государственном комитете СССР по народному образованию.
С 2003 года является руководителем методического объединения учителей начальных классов Зеленоградского района Калининградской области.

## Награды и звания
- Заслуженный учитель школы РСФСР (1984)[1]
- Народный учитель СССР (1987)[1]
- Значок «Отличник народного просвещения РСФСР» (1974)
- Орден Октябрьской Революции (1978)
- Медаль «В ознаменование 100-летия со дня рождения Владимира Ильича Ленина» (1970)
- Медаль «Ветеран труда» (1984)
- «Учитель-методист» (1981)
- Памятная медаль «Ветеран системы образования Калининградской области» (2007)